# كارل ألفريد جروش
الدكتور كارل ألفريد جروش (بالإنجليزية: Karl A. Grosch)‏ هو عالم صناعة المطاط اشتهر بمساهمته في فهم الاحتكاك والتآكل في الإطارات. الدكتور جروش هو مطور جهاز اختبار التآكل "LAT 100" الذي يستخدم على نطاق واسع في صناعة الإطارات لتقييم خصائص الاحتكاك وارتداء المركبات المطاطية.

## الشخصية
ولد جروش في Trannroda، تورينغن ، ألمانيا ، في 16 فبراير 1923 ، وتوفي في 15 يوليو 2012.
خدم جروش في الجيش الألماني خلال الحرب العالمية الثانية، وتم أسره من قبل البريطانيين كأسير حرب.

## التعليم
حصل على بكالوريوس (فيزياء خاصة) من جامعة لندن عام 1958 ، وشهادة دكتوراه (العلوم) من المدرسة في عام 1963 تحت إشراف البروفيسور ديفيد تابور من كامبريدج و ليزلي رونالد جورج تريلوار من جامعة مانشستر بعنوان "إحتكاك وتآكل المطاط" .

## مهنة
في عام 1955 ، بدأ جروش حياته المهنية كمساعد أبحاث في مركز تون عبد الرزاق للأبحاث، تحت قيادة أدولف شلاماخ . ساعد جروش على إثبات أن الاحتكاك المتداول والمقبض على الطرق الجافة يخضعان لخصائص المطاط اللزجة. في عام 1963 ، تم تعيينه المسؤول العلمي الرئيسي.
في عام 1969 ، انضم جروش إلى شركة المطاط بالولايات المتحدة في ألمانيا، حيث عمل هناك حتى تقاعده في عام 1988.
بعد التقاعد، قام بتطوير اختبار الاحتكاك والاحتكاك المختبري LAT 100 ، والذي يتم تسويقه بواسطة VMI Holland BV في هولندا.

## جوائز
حصل جروش على ميدالية تشارلز جوديير لعام 2007 من قسم المطاط في الجمعية الكيميائية الأمريكية، وميدالية كولوين عام 1997  من معهد المواد .

## روابط خارجية
- 2007 مقابلة مع كارل جروش